# Adolph Dubs
Adolph Dubs, ameriški pravnik, častnik in veleposlanik, * 4. avgust 1920, Chicago, Illinois, † 14. februar 1979, Kabul, Afganistan.
Dubs je bil veleposlanik ZDA v Afganistanu od leta 1978 do njegove ugrabitve ter posledične smrti.